# Elena Micozzi
Elena Micozzi, född 5 mars 2003, är en italiensk kanotist som tävlar i kanotslalom.

## Karriär
Vid EM 2025 i Vaires-sur-Marne tog Micozzi brons i lagtävlingen i C1 tillsammans med Elena Borghi och Marta Bertoncelli.